# Burande
La Burande, également appelée la Jarrige dans sa partie amont, est un ruisseau français du Puy-de-Dôme, affluent de la Dordogne.

## Géographie

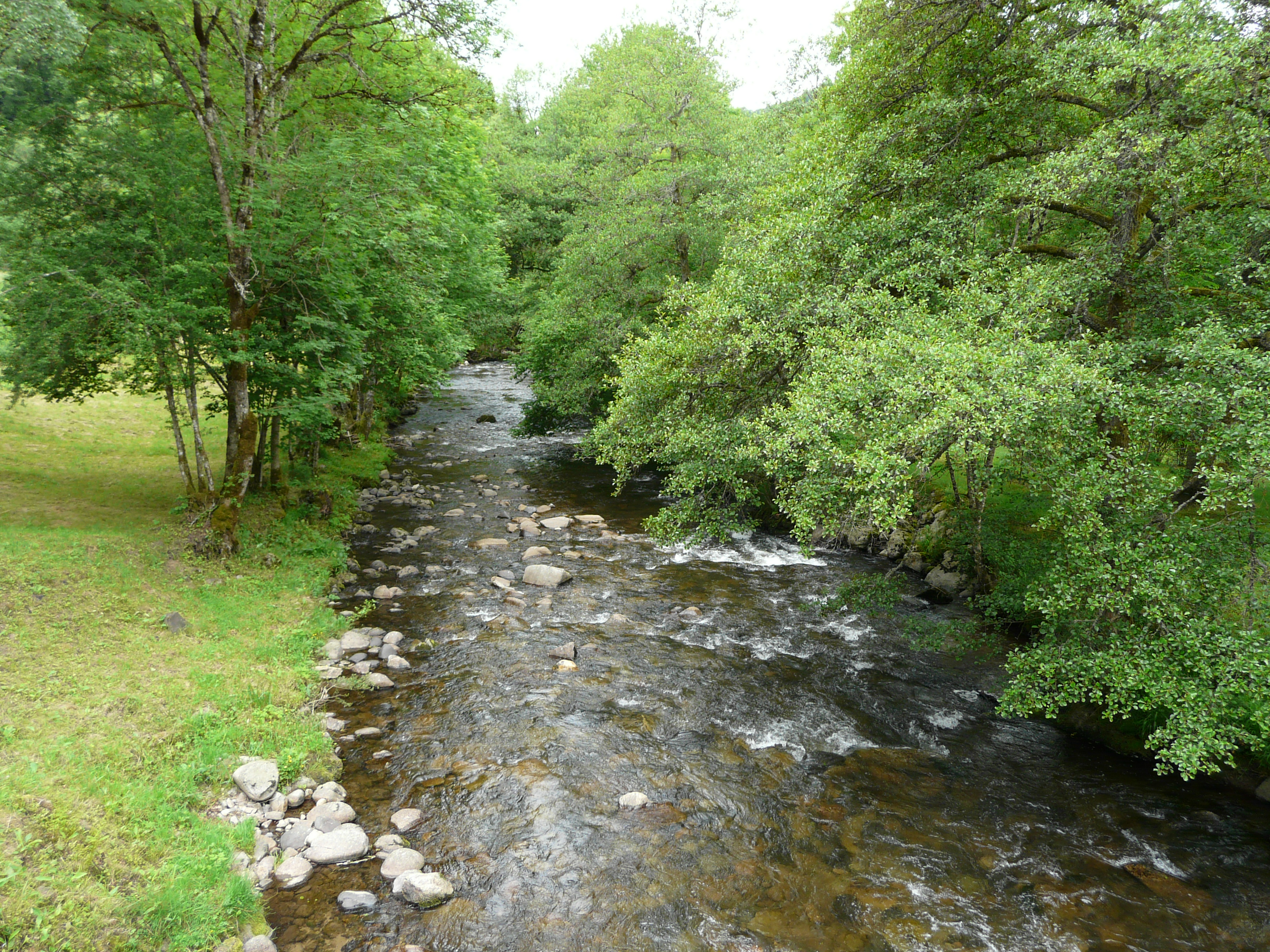
La Burande, en limite des communes de Larodde et Singles.

Selon le Sandre, la Burande est un ruisseau du Massif central qui porte le nom de Jarrige en amont des cascades de Crèvecœur.
La Jarrige prend sa source vers 1 640 m d’altitude dans le Puy-de-Dôme, sur la commune de Chastreix, au nord-ouest du puy de Chabane, sur le flanc ouest de la tour Carrée, au sud-est de la station de sports d'hiver de Chastreix-Sancy.
Environ un kilomètre en aval de la route départementale (RD) 88 et du lieu-dit la Jarrige, elle chute aux cascades de Crèvecœur et prend ensuite le nom de Burande.
Avant de passer au sud du village de La Tour-d'Auvergne, elle forme deux cascades de part et d'autre de la RD 203, la cascade Sainte-Élisabeth et la cascade du Gour des Chevaux. 
Elle reçoit sur sa gauche son affluent le plus long, la Gagne à 856 m d’altitude, en aval du pont de la Fuste où passe la RD 47. En aval de la RD 922, elle est grossie par le Burandou, sur sa droite.
Elle rejoint la Dordogne en rive gauche, à 534 m d’altitude, environ deux kilomètres au sud-ouest du village de Singles, à l’extrémité nord du lac de retenue du barrage de Bort-les-Orgues, juste en dessous du pont d'Arpiat.
Sur la plus grande partie de leurs cours, la Jarrige et la Burande marquent, en plusieurs tronçons, la limite entre les communes qu'elles bordent : en amont, La Tour-d'Auvergne au nord et Chastreix au sud sont séparées par le cours d'eau sur environ cinq kilomètres ; en aval, sur une dizaine de kilomètres, La Tour-d'Auvergne, Tauves et Singles au nord font face à Bagnols puis Larodde au sud.
L'ensemble Jarrige-Burande est long de 26,5 km pour un bassin versant de 92 km2.

### Environnement
Dans la partie amont du cours d'eau et de son affluent le Burandou, des écrevisses à pattes blanches (Austropotamobius pallipes) ont été recensées sur la période 2003-2007.
En aval de la route départementale 922 et jusqu'à son confluent avec la Dordogne, la vallée de la Burande est une zone naturelle d'intérêt écologique, faunistique et floristique (ZNIEFF) où est présente la loutre (Lutra lutra),.

### Affluents
Parmi les neuf affluents de la Burande répertoriés par le Sandre, les deux principaux sont la Gagne, 13,9 km en rive gauche et le Burandou, 11,3 km en rive droite.

### Hydrologie
Le débit de la Burande a été observé sur une période de 52 ans (1960-2011), à la station hydrologique de Singles. À cet endroit, le bassin versant représente 85 km2, soit 92 % de celui du cours d'eau.
Le module y est de 2,98 m3/s. 
La Burande présente des fluctuations saisonnières de débit, avec une période de hautes eaux caractérisée par un débit mensuel moyen évoluant dans une fourchette de 3,06 à 4,24 m3/s, de novembre à mai inclus (avec un maximum en mars). La période des basses eaux a lieu de juillet à septembre, avec une baisse du débit moyen mensuel allant jusqu'à 1,06 m3/s au mois d'août. Cependant ces chiffres ne sont que des moyennes et les fluctuations de débit peuvent être plus importantes selon les années et sur des périodes plus courtes. 
À l'étiage le VCN3 peut chuter jusque 0,25 m3, en cas de période quinquennale sèche, soit 250 litres par seconde.
Les crues peuvent cependant s'avérer importantes. Les QIX 2 et QIX 5 valent respectivement 35 et 48 m3/s. Le QIX 10 est de 57 m3/s, le QIX 20 de 66 m3/s, tandis que le QIX 50 se monte à 77 m3/s.
Le débit instantané maximal enregistré à la station de Singles durant cette période a été de 96,4 m3/s le 1er janvier 1982. Si l'on compare cette valeur à l'échelle des QIX de la rivière, cette crue, supérieure au QIX 50, était d'un niveau exceptionnel. À cet endroit et sur cette période, la valeur journalière maximale de 54,3 m3/s a été atteinte le 6 janvier 1982.
Au total, la Burande est un cours d'eau très abondant. La lame d'eau écoulée dans son bassin versant est de 1 111 millimètres annuellement, ce qui est plus de trois fois supérieur à la moyenne de la France entière tous bassins confondus (320 millimètres). Le débit spécifique (ou Qsp) de la Burande atteint ainsi à Singles le chiffre de 35,1 litres par seconde et par kilomètre carré de bassin.

### Département et communes traversés
La Jarrige et la Burande arrosent six communes dans le seul département du Puy-de-Dôme, soit d'amont vers l'aval :
- Chastreix (source)
- La Tour-d'Auvergne
- Bagnols
- Tauves
- Singles (confluent)
- Larodde (confluent)

## Monuments ou sites remarquables à proximité

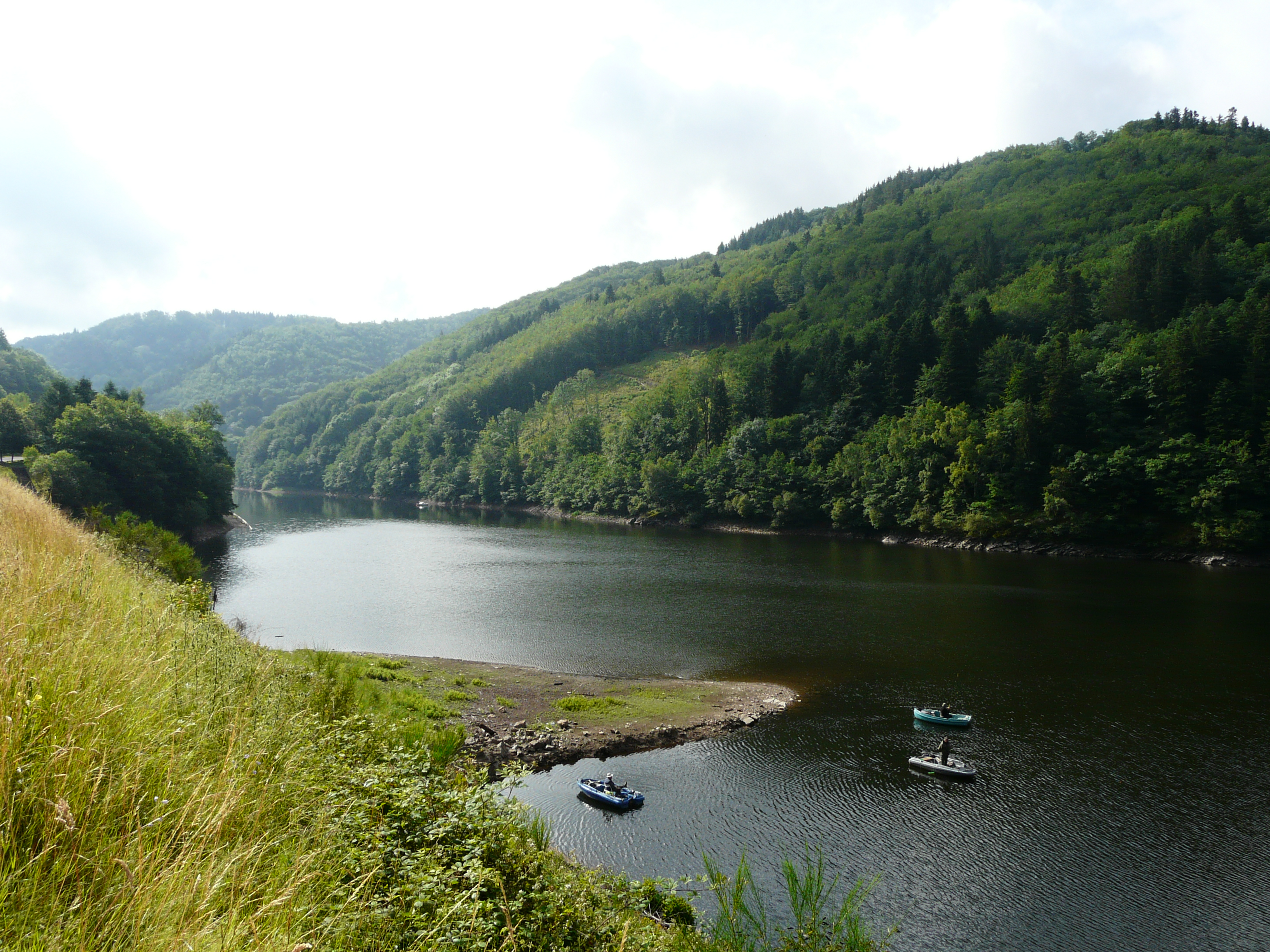
Le confluent dans le lac de Bort-les-Orgues de la Dordogne (au premier plan) et de la Burande (au second plan), au pont d'Arpiat.

- La station de sports d'hiver de Chastreix-Sancy.
- Les cascades de Crèvecœur, Sainte-Élisabeth et du Gour des Chevaux.
- L'église Saint-Pardoux de La Tour-d'Auvergne[10],[11].
- Le pont d'Arpiat relie les communes de Singles et Confolent-Port-Dieu et offre un large panorama sur le lac de Bort-les-Orgues.